# محافظة تاك
محافظة تاك (بالتايلاندية:ตาก) (بالإنجليزية: Tak)‏ هي واحدة من محافظات تايلاند الخمس والسبعين تجاور محافظات ماي هونغ سون وتشيانغ مي ولامبانغ وسوكوتاي وكامفاينغ فيت وناخون ساوان وودون تاني وكانتشانابوري ولديها حدود معا بورما.

## الجغرافيا
يقع سد بوميبول الذي سمي باسم الملك بوميبول أدولياديج والذي تم افتتاحة عام 1964م ويحتوي بحيرة اصطناعية تغطي مساحة 300 كيلومتر مربع وهو الأكبر في تايلند.

## التقسيمات الادارية
تنقسم المحافظة إلى 9 مناطق و 63 مقاطعة فرعية و 493 قرية.
| 1. تاك موانج 2. بان تاك 3. نجو سام 4. رامات مي 5. يانغ سونغ ثا 6. ماي سوت | 1. اومفانغ 2. وانغ 3. فوب فري |

## أعلام
- ثانوم كيتيكاتشورن